# Mariglianella
Mariglianella là một đô thị ở tỉnh Napoli ở vùng Campania, cách khoảng 20 km về phía đông bắc của Napoli. Tại thời điểm ngày 31 tháng 12 năm 2019, đô thị này có dân số 7.908 người và diện tích là 3,2 km².
Mariglianella giáp các đô thị: Brusciano, Marigliano.